# Ernie Lopez
Ernie „Indian Red“ Lopez (* 1945 in Fort Duchesne, Utah; † 3. Oktober 2009 in Pleasant Grove, Utah) war ein US-amerikanischer Boxer im Weltergewicht.

## Biografie
Lopez entstammte einer Familie aus dem Stamm der Ute und war Absolvent der Orem High School. Mitte der 1960er Jahre siedelte er mit seiner Ehefrau nach Kalifornien über und wurde als Boxer im Weltergewicht besonders durch seinen aggressiven Boxstil bekannt.
1970 kämpfte er gegen José Nápoles um den WBA- und den WBA-Weltmeistertitel im Weltergewicht, aber verlor gegen diesen in der 15. Runde. 1973 war er erneut Herausforderer von Nápoles und verlor diesmal bereits in der 7. Runde. Der langjährige Boxsportpublizist Bill Kaplan aus Los Angeles beschrieb die Kämpfe zwischen Lopez und Nápoles wie folgt:
„Er (Lopez) wurde niemals ein Champion, aber er war sehr populär bei seinen Fans. Er war aggressiv. Er machte sich keine Sorgen darüber getroffen zu werden. Er war ein sehr guter Kämpfer, aber Nápoles war ein großartiger Kämpfer.“
Lopez hatte auch drei Kämpfe gegen den US-Meister im Weltergewicht von 1965, Hedgemon Lewis, von denen er zwei gewann. Der Schauspieler Ryan O’Neal, der Manager von Lewis war, sagte über Lopez:
„Lopez war ein Kämpfer. Er war aber auch ein Gentleman, ein anständiger Mann. Aber als Boxer schlug er seinen Gegner so heftig, dass er selbst abgekämpft war. Deswegen konnte Lopez immer die Arenen füllen, weil er den Fans etwas für ihr Geld bot... Es war sein Herz, das ihn zum Sieger machte.“
Als er 1974 von seiner Ehefrau geschieden wurde, beendete er seine Boxkarriere. In den folgenden Jahren zerbrachen auch die Kontakte zu seiner Familie, und er lebte schließlich mehrere Jahre in einem Obdachlosenheim in Fort Worth, Texas.
2004 lasen Familienangehörigen eine Suchanzeige in der Los Angeles Times, dass Ernie Lopez in die Boxing Hall of Fame von Kalifornien in Los Angeles aufgenommen werden sollte. Nachdem man ihn in dem Obdachlosenheim gefunden hatte, zahlte der Präsident der Hall of Fame und frühere Boxpromoter Don Fraser dessen Ticket. Bei der Ehrung traf er auch seine Familie wieder. Sein Bruder Danny Lopez, der selbst von 1976 bis 1980 WBC-Weltmeister im Federgewicht war, sagte dabei über Ernie Lopez:
„Es waren die Niederlagen gegen Nápoles und die Scheidung, die Ernie spiralartig fallen ließen. Er war ein verletzter Mann.“
Nach der Ehrung lebte Lopez bis 2009 zunächst bei seiner Schwester, bevor er in ein Seniorenheim in Pleasant Grove einzog, wo er an Demenz erkrankt verstarb.